# Australisk sumphöna
Australisk sumphöna (Porzana fluminea) är en fågel i familjen rallar inom ordningen tran- och rallfåglar.

## Utseende och läte
Australisk sumphöna är en liten och knubbig rall med gula ben och gul näbb. Ovansidan är brun, undersidan blågrå med svarta streck och vita fläckar. Vidare är flankerna tvärbandade och undersidan av stjärten är svart med en bred vit kant (olikt dvärgsumphönan som är fint bandad). Stjärten hålls ofta rest. Bland lätena hörs avklippta, gnissliga "chip-chip" som förlängs i snabba serier.

## Utbredning och systematik
Fågeln förekommer i fuktiga områden i sydöstra och sydvästra Australien och på Tasmanien. Den behandlas som monotypisk, det vill säga att den inte delas in i några underarter.

## Levnadssätt
Arten bebor både söt- och saltvattensvåtmarker med vegetation utmed kanterna. Där ses den födosöka utmed leriga vattenbryn, ofta ute i det öppna.

## Status
Arten har ett stort utbredningsområde och internationella naturvårdsunionen IUCN kategoriserar arten som livskraftig. Beståndsutvecklingen är dock oklar.